# Isaac Zida
Isaac Zida (ur. 16 listopada 1965 w Yako) – burkiński podpułkownik i polityk, pełniący obowiązki prezydenta Burkiny Faso od 1 listopada do 17 listopada 2014, premier Burkiny Faso od 19 listopada 2014 do 17 września 2015 i ponownie od 23 września 2015 do 13 stycznia 2016. 

## Dojście do władzy
28 października 2014 wybuchła fala zamieszek i protestów na terenie całego kraju, głównie w stolicy – Wagadugu. Przyczyną wystąpień było rozpoczęcie przez rząd pracy nad nowelizacją prawa umożliwiającą ubieganie się prezydenta Blaise Compaoré o kolejne kadencje. 30 października 2014 miały miejsce najliczniejsze manifestacje. Tego samego dnia prezydent Blaise Compaoré ogłosił wprowadzenie stanu wyjątkowego, zdymisjonował rząd Luca-Adolpha Tiao i rozwiązał parlament. Wkrótce później poinformowano, że Compaoré wyjechał do Senegalu i zaapelował do obywateli o spokój. 31 października 2014 w telewizyjnym oświadczeniu Blaise Compaoré ogłosił swoją rezygnację ze stanowiska prezydenta i przekazał władzę generałowi Honoré Traoré jako dowódcy sił zbrojnych. Objęcie przez generała Honoré Traoré tego stanowiska spotkało się ze sprzeciwem wśród niektórych środowisk opozycyjnych, które przypominały długotrwałą współpracę pomiędzy generałem a prezydentem oraz jego lojalność wobec dawnej głowy państwa. 
1 listopada 2014 cieszący się większym poparciem społecznym podpułkownik Zida ogłosił, że posiada pełną kontrolę nad krajem. Tego samego dnia dostał poparcie armii do objęcia funkcji tymczasowej głowy państwa. Przejęcie władzy przez Isaaca Zidę było określane jako zamach stanu przeciwko dowódcy armii Honoré Traoré. Niedługo przed oświadczeniem o przejęciu obowiązków głowy państwa niedaleko pałacu prezydenckiego doszło do strzelaniny. Isaac Zida zaapelował w radiowym oświadczeniu:

Obejmuję obowiązki głowy państwa i wzywam regionalne ugrupowanie państw Afryki Zachodniej ECOWAS i wspólnotę międzynarodową, by okazała zrozumienie i wsparcie dla nowych władz.

17 listopada 2014 pod naciskiem ze strony Unii Afrykańskiej i groźbą sankcji w związku z niedemokratyczną formą przejęcia władzy przez armię, 23-osobowy komitet złożony z przedstawicieli wojska, opozycji, środowisk obywatelskich i religijnych wybrał byłego ministra spraw zagranicznych Michela Kafando na nowego prezydenta kraju. 19 listopada 2014 prezydent Michel Kafando wydał dekret na podstawie którego podpułkownik Zida został mianowany premierem rządu. Ta decyzja utwierdziła obserwatorów w przekonaniu, że wojsko ma zamiar utrzymać swoje wpływy w polityce krajowej. 

### Zamach stanu w 2015
17 września 2015 rząd premiera Isaaca Zidy został obalony w wyniku rozpoczętego dzień wcześniej zamachu stanu przeprowadzonego przez żołnierzy pod dowództwem generała Gilberta Diendéré. Wraz z rządem od władzy odsunięty został także prezydent Michel Kafando a władzę w kraju przejęła junta wojskowa, Narodowa Rada na rzecz Demokracji (fr. Conseil national pour la Démocratie). Przewrót spotkał się z oporem ze strony społeczeństwa jak i kontrą ze strony dowódców wojskowych wiernych obalonemu szefowi państwa. Po interwencji dyplomatycznej państw członkowskich ECOWAS, 23 września 2015 junta generała Diendéré postanowiła o swoim rozwiązaniu i zwróceniu władzy prezydentowi Kafando oraz premierowi Zidzie.
Wybory prezydenckie 29 listopada 2015 wygrał już w pierwszej turze były premier Roch Marc Christian Kaboré, a w wyborach parlamentarnych zwyciężył Ludowy Ruch na rzecz Postępu. 13 stycznia 2016 prezydent Roch Marc Christian Kaboré powołał nowy rząd pod kierownictwem Paula Kaby Thieby.